# Мыкки, Лорсы
Лорсы Мыкки — советский хозяйственный, государственный и политический деятель.

## Биография
Родился в 1894 году в Закаспийской области. Член КПСС с 1936 года.
С 1904 года — на хозяйственной, общественной и политической работе. В 1904—1960 гг. — батрак, участник Гражданской войны и борьбы с басмачеством, председатель Нешаналийского аульного Совета, заведующий сельскохозяйственным отделом Мервского райкома КП(б) Туркмении, председатель колхоза им. Попок Мервского района Туркменской ССР, председатель исполкома Марыйского районного Совета депутатов трудящихся.
Избирался депутатом Совета Национальностей Верховного Совета СССР 2-го созыва от Туркменской ССР.
Умер после 1968 года.